# Zèta Aquarii
Zèta Aquarii is een dubbelster in het sterrenbeeld Waterman. Het systeem bestaat uit twee sterren; Zèta Aquirrii A en Zèta Aqaurii B.
Zèta Aqaurii staat van oudsher bekend als Sadaltager.